# Mount Kauffman
Mount Kauffman ist ein markanter und 2364 m hoher Berg im westantarktischen Marie-Byrd-Land. Er ragt am nordwestlichen Ende der Ames Range auf.
Wie die anderen Berge der Ames Range ist Mount Kauffman ein ruhender oder erloschener Schildvulkan, der im Miozän und Pliozän entstanden ist. Schwache Fumarolen auf der Nordflanke weisen auf die vulkanische Natur des Berges hin.
Der United States Geological Survey kartierte ihn anhand eigener Vermessungen und Luftaufnahmen der United States Navy aus den Jahren von 1959 bis 1965. Das Advisory Committee on Antarctic Names benannte ihn 1966 nach Commander Steven King Kauffman (* 1926) von der US Navy, der die Planung und den Bau der Plateau-Station an der Kronprinz-Olav-Küste zwischen 1965 und 1966 überwachte.